# Venus Williamsová
Venus Ebony Starr Williamsová (* 17. června 1980 Lynwood, Kalifornie) je americká profesionální tenistka, starší sestra Sereny Williamsové. Představuje čtyřnásobnou olympijskou vítězku a bývalou světovou jedničku ve dvouhře i čtyřhře. Celkově získala na grandslamových turnajích 23 titulů, z toho sedm ve dvouhře a čtrnáct v ženské čtyřhře po boku své sestry a dva ve smíšené čtyřhře. Zvítězila také v obou ženských tenisových soutěžích na Letních olympijských hrách 2000 v Sydney a ve čtyřhře žen na Letních olympijských hrách 2008 v Pekingu a o čtyři roky později také Londýně. Stříbrnou medaili si odvezla ze smíšené čtyřhry z riodejaneirské olympiády.
Na okruhu WTA Tour si připsala 49 singlových a 22 deblových titulů. V ženském tenise vydělala historicky druhou nejvyšší finanční částku za Serenou Williamsovou.
V americkém týmu Billie Jean King Cupu debutovala v roce 1999 semifinálovým utkáním proti Itálie, v němž porazila Ritu Grandeovou. Američanky zvítězily díky jejím třem bodů 4:1 na zápasy. Do listopadu 2023 v soutěži nastoupila k třinácti mezistátním utkáním s bilancí 21–2 ve dvouhře a 4–3 ve čtyřhře.

## Kariéra

### Vzestup na vrchol (1994–2000)
Do profesionálního tenisu nahlédla Williamsová pod trenérským vedením svých rodičů Richarda Williamse a Oracene Priceové v roce 1994 a hned se málem postarala o překvapení, když na turnaji v Oaklandu měla set a break k dobru proti nasazené jedničce Sánchezové Vicariové, ale výhodu neproměnila. Ještě v dalších dvou letech startovala na profesionálním okruhu WTA Tour spíš výjimečně.
V roce 1997 ale vstoupila razantně mezi nejlepší hráčky světa, když hned při své první účasti na US Open postoupila až do finále, kde ale prohrála s Martinou Hingisovou.
Rok 1998 přinesl tzv. „Williams Family Mixed Doubles Grand Slam“. Sestry Williamsovy byly členkami vítězného páru v soutěži smíšené čtyřhry na všech čtyřech grandslamových turnajích. Venus se na tomto zvláštním úspěchu podílela vítězstvími s partnerem Justinem Gimelstobem na Australian Open a na French Open. Ve dvouhře na všech grandslamech postoupila až do čtvrtfinále, na US Open vyhrála ještě jeden zápas navíc, zvítězila v již zaniklém Grand Slam Cupu a v turnajích v Miami, tehdy známější pod místem čtvrti Key Biscayne, a v Oklahoma City a na konci roku byla světovou pětkou.
O rok později její seznam vítězství čítal dokonce pět turnajů a dva grandslamové tituly ve čtyřhře se sestrou Serenou. Stále ale čekala na grandslamový průlom ve dvouhře, i její sestra se dočkala dřív – vyhrála podzimní US Open.
V roce 2000 zítězila ve Wimbledonu i na US Open, kromě toho získala další tři tituly v WTA Tour. Na olympijských hrách v Sydney vyhrála obě zlaté medaile, ve dvouhře i se sestrou ve čtyřhře.

### Vrchol nadvlády Williamsových (2001–2003)

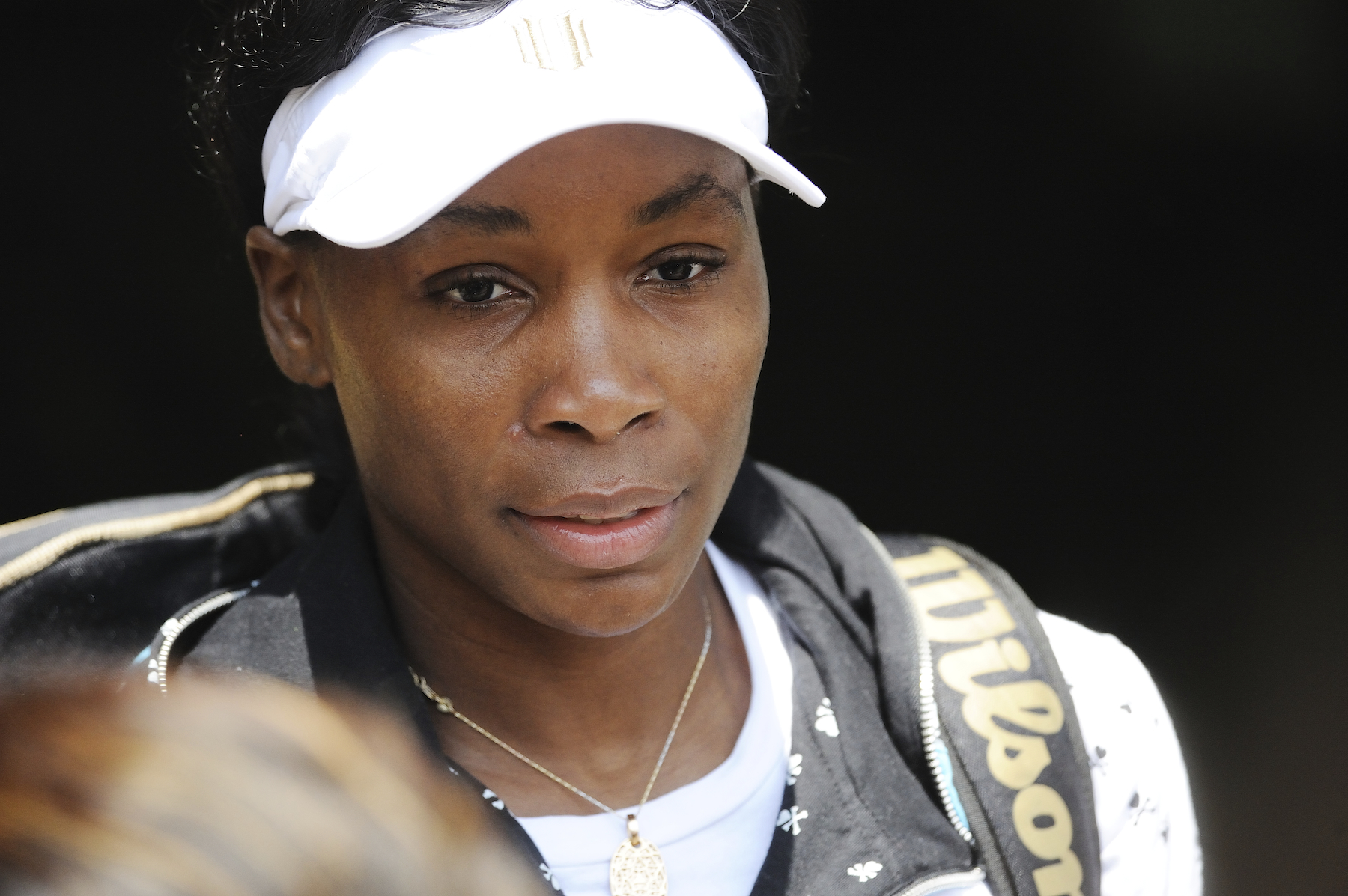

Ještě dva roky trvala nadvláda obou sester. Na začátku roku 2001 vyhrály spolu čtyřhru na Australian Open, čímž zkompletovaly svou sbírku deblových titulů z turnajů Grand Slamu. Venus Williamsová obhájila vítězství ve Wimbledonu i na US Open, ve Flushing Meadows neztratila v průběhu turnaje jediný set. Když potom navázala dobrým začátkem nového roku, stala se 25. února 2002 poprvé světovou jedničkou, jako první hráčka černé pleti v historii. Sestry Williamsovy v tomto roce vyhrály dohromady 15 titulů, Venus sedm, Serena osm. Na čele světového žebříčku strávila v roce 2002 ve třech oddělených obdobích celkem 11 týdnů.
S výjimkou Paříže 2003 sestry Williamsovy ovládly grandslamové turnaje – od French Open 2002 do Wimbledonu 2003 hrály pětkrát ze šesti turnajů spolu ve finále, Venus pokaždé prohrála. V semifinále Wimbledonu 2003 jí v semifinále po zranění proti Kim Clijstersové pomohlo přerušení zápasu kvůli dešti, zápas otočila a postoupila do čtvrtého finále ve Wimbledonu v řadě.
Dne 14. září 2003 byla zavražděna starší sestra Venus a Sereny Yetunda Priceová. Dopad této události a k tomu zranění, která vyřadila obě sestry do konce roku z turnajů, přispěly ke konci jejich dominance.

### Snaha o návrat (2004–2005)
V roce návratu se Venus Williamsové dařilo střídavě. Vyhrála turnaje v Charlestonu a Varšavě, ale ve finále v Berlíně musela vzdát kvůli zranění. Na Grand Slamech byla nejdále ve čtvrtfinále v Paříži, ve Wimbledonu k její porážce přispěl verdikt rozhodčího Teda Wattse, který v tiebreaku druhého setu omylem připočítal míček navíc její soupeřce Chorvatce Špremové. V americké podzimní sezóně ji třikrát porazila Lindsay Davenportová, včetně čtvrtého kola US Open.
Na turnaji v Miami v roce 2005 sice vypadla v semifinále, ale před tím porazila poprvé za posledních 3,5 roku sestru Serenu. Vítězství na menším turnaji v Istanbulu a na French Open porážka od Bulharky Karatančevové, později potrestané za doping, nenaznačovaly podstatné zlepšení. Wimbledon ale přinesl změnu. V semifinále vyřadila obhájkyni titulu Šarapovovou a ve finále odvrátila proti Davenportové mečbol a v nejdelším finále ženské dvouhry všech dob zvítězila na turnaji potřetí v kariéře. Odvrátit mečbol a vyhrát se ve finále ženské dvouhry ve Wimbledonu nikomu nepovedlo 70 let. Jako 14. nasazená byla papírově nejslabší hráčkou, která kdy vyhrála Wimbledon – až do roku 2007, kdy sama svůj rekord překonala.
Ve druhé poloviě roku 2005  nevyhrála žádný turnaj a na US Open byla ve čtvrtfinále.

### Cesta ke čtvrtému Wimbledonu (2006–2007)
Rok 2006 pro ni také nezačal dobře. Na Australian Open prohrála hned v prvním kole s Bulharkou Pironkovovou a další tři měsíce stála kvůli zranění. Na antuce se jí nedařilo a ve Wimbledonu vypadla ve třetím kole se Srbkou Jelenou Jankovićovou. Problémy se zápěstím, které ji trápilo už v tomto utkání, ji pak vyřadily ze zbytku sezóny a také z Australian Open 2007. Po devíti letech vypadla kvůli zraněním z první světové patnáctky. Když se po čtyřech měsících vrátila na dvorce, vyhrála v únoru turnaj v Memphisu. Ve světovém žebříčku se ale pohybovala až ve čtvrté desítce.
Na dalších turnajích neprošla dál než do semifinále, ale na French Open se blýskla ve druhém kole podáním o rychlosti 206 km/h, nejrychlejším servisem v historii ženského tenisu.
Wimbledon ji znovu zastihl ve vrcholné formě. Odvrátila hrozící vyřazení od Japonky Morigamiové ve třetím kole, kdy ve třetí sadě prohrávala 3–5 na gamy. Od té chvíle bylo její vystoupení suverénní, proti Šarapovové, Kuzněcovové, Ivanovićové ani ve finále proti Marion Bartoliové už neztratila ani set a v šestém wimbledonském finále počtvrté zvítězila. Vinou předchozích zranění byla nasazená až jako číslo 23, ještě o devět míst níž než při vlastním rekordu z roku 2005. Získala prémii 700 tisíc dolarů, poprvé v historii ve Wimbledonu shodnou jako pro vítěze mužské dvouhry. O vyrovnání podmínek se před tím sama zasloužila pokračováním kampaně B. J. Kingové, např. ostrou kritikou před začátkem Wimbledonu 2006 na stránkách The New York Times.

### Poslední Grand Slam a premiérové vítězství na Turnaji mistryň (2008)
Po úspěšné sezóně přišla přišel další povedený rok. Sezónu začala exhibicí v Hongkongu, kde ve finále porazila Marii Sharapovou. Na Australian Open ji zastavila ve čtvrtfinále Ana Ivanovićová. Ze dvou turnajů vyhrála pouze jeden zápas. V březnu prohrála v semifinále turnaje v Bengalúru se sestrou Serenou po velkém boji. Na domácím turnaji v Miami došla do čtvrtfinále, kde ji připravila porážku Světlana Kuzněcovová. Po útlumu na antuce, kde na dvou turnajích vyhrála vždy pouze dva zápasy, naposledy ovládla grandslamový turnaj – Wimbledon. V semifinále porazila Jelenu Dementěvovou a ve finále oplatila únorovou porážku sestře Sereně.
Po trávě skončila ve čtvrtfinále Letních olympijských her. Na podzim vyhrála turnaj v Curychu. Závěr sezóny si okořenila premiérovým vítězstvím na WTA Tour Championships. V základní skupině porazila nejprve Dinaru Safinovou, Jelenu Dementěvovou a Serenu Williamsovou. V semifinále zdolala Srbku Jelenu Jankovićovou a ve finále ji nedokázala zastavit ani čtvrtá Ruska, se kterou na turnaji hrála, Věra Zvonarevová. Tu porazila ve třech setech.

### Finále ve Wimbledonu a na Turnaji mistryň (2009)
Rok nezačala moc dobře. Na Australian Open vypadla již ve druhém kole se Španělkou Carlou Suárezovou Navarrovou. Po nevydařeném vstupu do sezóny si na únorových turnajích připsala dva tituly. První titul byl z kategorie Primer 5 – Dubai Duty Free Women's Open. Kromě výhry ve finále nad Virginií Razzanovou, porazila v semifinále sestru Serenu. Druhý únorový vavřín vyhrála na antuce s mexickém Acapulcu. Tam v semifinále vyřadila Češku Strýcovou a ve finále Italku Pennettaovou. Poté přišla obhajoba čtvrtfinále turnaje v Miami, kde nestačila mladší sestru Serenu.
Na jarní antukové části se jí dařilo střídavě. Uhrála jedno kolo v Charlestonu, pak došla do semifinále oblíbeného turnaje v Římě. Cestou porazila Lucii Šafářovou, Čakvetadzeovou a Radwańskou. Potom už nestačila na pozdější vítězku turnaje Dinaru Safinovou. Na Madrid Open vypadla již v prvním kole a v kole třetím vypadla na French Open.
Ve Wimbledonu se probojovala do finále bez ztráty setu. Ve čtvrtfinále hladce porazila Polku Agnieszku Radwańskou, v semifinále drtivě oplatila nedávnou porážku z antuky Safinové. Ve finále narazila již potřetí v letošní sezóně na sestru Serenu, kterou už ale porazit nedokázala. 
Formu z trávy si přivezla i do Stanfordu, kde se probojovala až do finále, ale v něm prohrála s Francouzkou Marion Bartoliovou. Z následujících dvou turnajů vyhrála pouze jeden zápas a na US Open ji v osmifinále připravila porážku Kim Clijstersová.
Na asijských turnajích se spíše trápila. V Tokiu prohrála hned na úvod s Ruskou Anastasijí Pavljučenkovovou. Potom vyhrála jeden zápas v Pekingu, ale v dalším kole znovu prohrála s Pavljučenkovovou.
Na WTA Tour Championships to nevypadalo, že by se vůbec posunula ze základní skupiny. V prvním zápase nestačila na Dementěvovou, potom potřetí v roce na sestru Serenu. Pak ale přišla výhra nad Světlanou Kuzněcovovou. I přes jednu výhru se dostala do semifinále, kde stejně jako loni porazila Srbku Jelenu Jankovićovou. Ve finále znovu nestačila na sestru Serenu a stejně jako v základní skupině.

### Žádné vyřazení v prvním kole (2010)
Na každém turnaji sezóny porazila nejméně dvě soupeřky. Sezónu začala jako 6. hráčka světa. Na prvním Grand Slamu v Austrálii se probojovala do čtvrtfinále. Tam už ale nestačila na Číňanku Li Na. Obhájila titul na Dubai Duty Free Women's Open. Ve finále si poradila s Azarenkovou. Titul obhájila také na antuce v Acapulcu. Do třetího finále během dvou měsíců se probojovala i na domácím turnaji v Miami. Tam už ale účast ve finále v trofej nepřetavila a prohrála hladce  s Kim Clijstersovou. V Římě si připsala 2 vítězství. Loňské zaváhání na Madrid Openu, kde vypadla loni již v prvním kole, napravila. Došla až do finále, kde překvapivě nestačila na Francouzku Aravane Rezaïovou. Antukovou část roku uzavřela na French Open třemi výhrami.
Na trávě ve Wimbledonu to vypadalo, že chytla ještě lepší formu než doposud. Hladce došla až do čtvrtfinále, ale tam ji senzačně vyřadila Bulhrka Cvetana Pironkovová. Koncem léta nehrála žádný přípravný turnaj před US Open. I přes dvouměsíční pauzu došla na posledním Grand Slamu sezóny do semifinále. Tam už neměla síly na pozdější šampionku turnaje Kim Clijstersovou. Po americké tour předčasně ukončila sezónu.
Rok zakončila na 5. příčce.

### Velké zdravotní komplikace (2011)
Z kraje roku prohrála oba zápasy na exhibici v Hongkongu. Ve třetím kole Australian Open skrečovala kvůli bolesti zad Němce Petkovicové. Až do začátku června se kvůli přetrvávajícím problémům se zády na kurtech neobjevila.
Po zranění zkoušela štěstí na trávě v Eastbourne, kde překvapivě došla do třetího kola. Ve Wimbledonu se probojovala do osmifinále, kde ji stejně jako minulý rok ve čtvrtfinále porazila Cvetana Pironkovová. Poslední zápas sezóny vyhrála v prvním kole US Open, do druhého zápasu proti Němce Sabine Lisické nenastoupila kvůli nemoci. Rok zakončila až na 102. příčce.

### Březnový návrat na tour (2012)

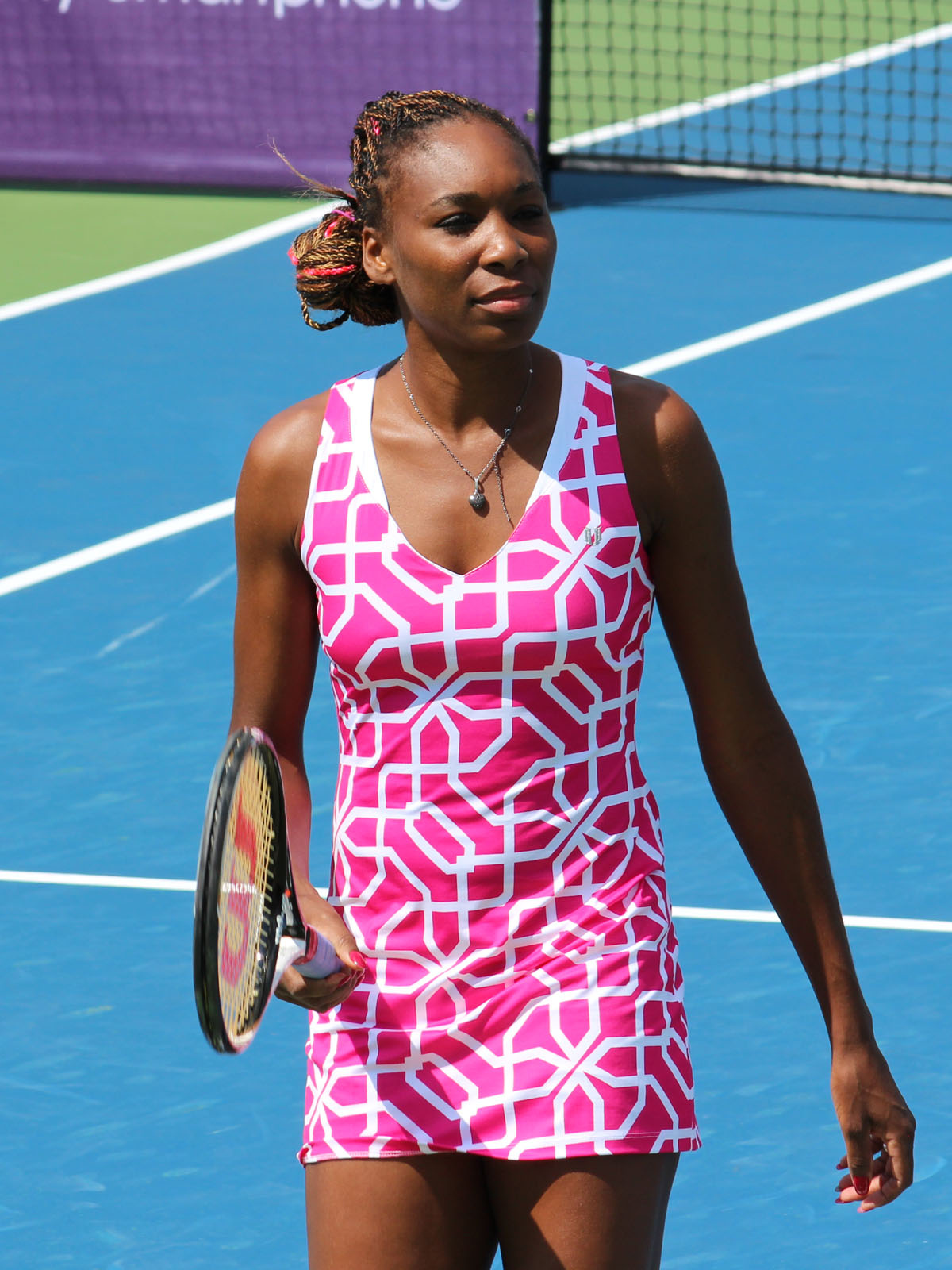
Williamsová během Cincinnati 2012

Venus Williamsová přišla o téměř 4 měsíce sezóny. Na kurty se vrátila jako 134. hráčka v druhé půlce března. První turnaj, který absolvovala, byl domácí turnaj v Miami. Velmi překvapivě se dostala až semifinále, ve kterém nestačila na pozdější vítězku Agnieszku Radwańskou. Cestou do semifinále zastavila například světovou trojku Kvitovou nebo Ivanovićovou. Relativně dobře se jí dařilo na antuce. Čtvrtfinále v Charlestonu, druhé kolo na netradiční modré antuce v Madridu, římská prohra ve čtvrtfinále s Marií Šarapovovou a porážka ve druhém kole s Radwańskou na French Openu naznačovalo změnu.
Ve Wimbledonu prohrála již v prvním kole s Jelenou Vesninovou hladce 1–6 a 3–6. ve stejném areálu pak dosáhla během Letních olympijských her na čtvrtfinále, kde ji připravila porážku Němka Kerberová. Oba travnaté podniky však opanovala se svou sestrou Serenou, aby získaly svůj společný pátý wimbledonský triumf a třetí deblovou olympijskou medaili. V obou finálových zápasech porazily Američanky české duo Hlaváčková a Hradecká.
Během US Open Series odehrála podnik v Cincinnati, kde se jí podařilo projít po dvou výhrách na d hráčkami první desítky do semifinále. V něm po boji podlehla Li Na. Na US Open porazila pouze Bethanii Mattek-Sandsovou, aby ji v dalším kole porazila letos už podruhé Angelique Kerberová. V závěru sezóny triumfovala na halovém turnaji kategorie International v Lucemburku, kde přehrála Rumunku Monicu Niculescuovou. Sezónu tak zakončila na 24. místě.
Rok zakončila na 24. místě.

### Ztracená forma a klesání žebříčkem (2013)

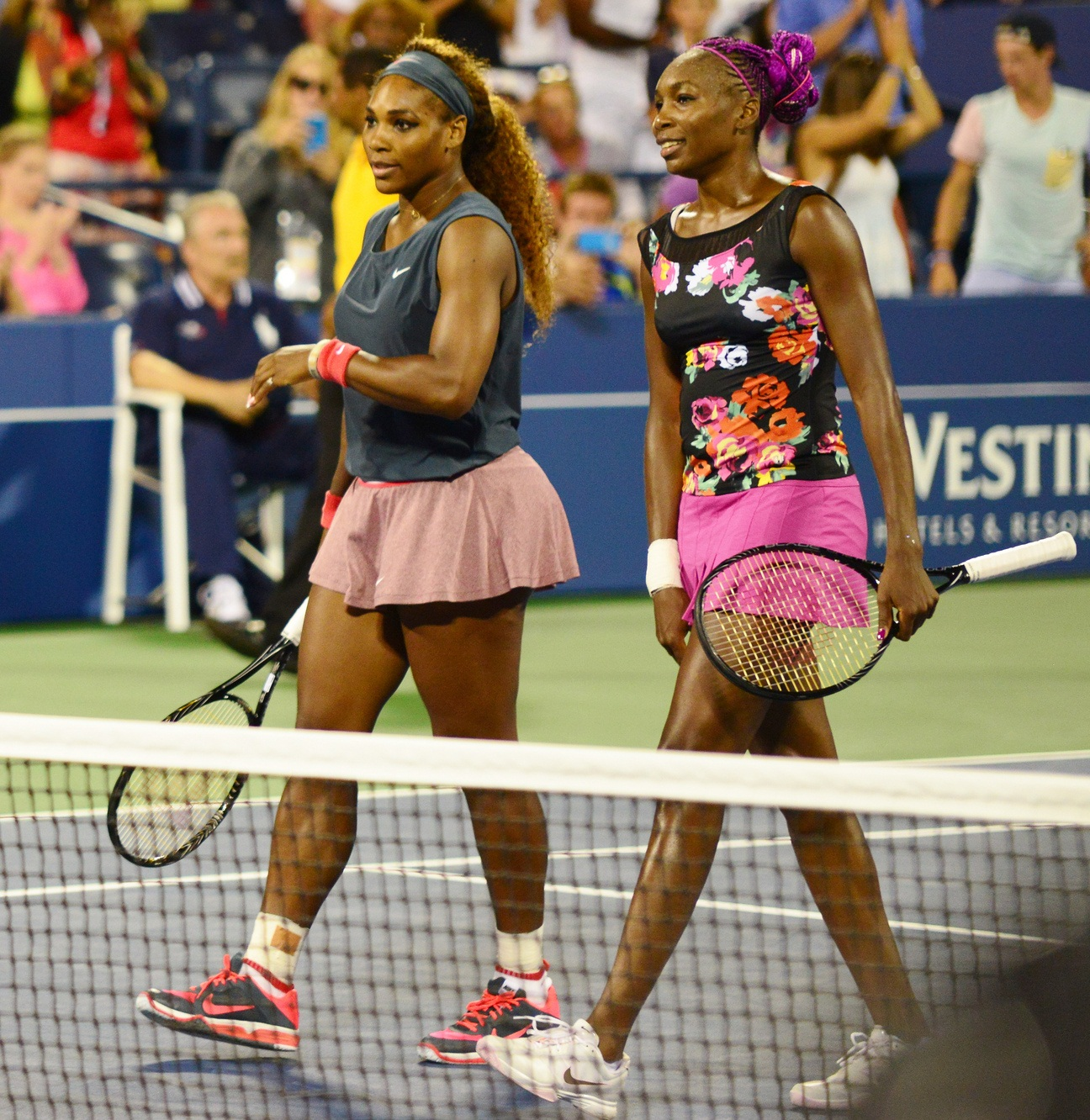
Se sestrou Serenou v prvním kole čtyřhry na US Open 2013

Rok začala na týmové soutěži Hopmanův pohár, kde si připsala tři výhry. Na prvním Grand Slamu roku vypadla ve třetím kole s Marií Šarapovovou. Na přelomu února a března se probojovala z pozice první nasazené mezi čtveřici nejlepších na malém podniku ve Florianópolis, mezi nimiž nestačila na Olgu Pučkovovou. Kvůli nemoci nenastoupila v [[{Sony Open Tennis 2013 – ženská dvouhra|Miami]] k zápasu třetího kola proti Sloane Stephensové.
Do semifinále postupoupila v Charlestonu, kde se poprvé od konce roku 2009 utkala s mladší sestrou a světovou jedničkou Serenou, proti které uhrála jen tři gamy. Na antuce v Římě ani na Frech Open vypadla vždy v prvním kole.
Poprvé v kariéře musela kvůli zranění vynechat Wimbledon. Na kurty se vrátila až v generálce na US Open v Torontu. Po jedné výhře si připsala v Cincinnati a na US Open. Turnaj v Tokiu už ale naznačoval podstatné zlepšení. Ve druhém kole například překvapila tehdejší světovou dvojku Azarenkovou. Dále porazila Halepovou, Bouchardovou, ale v semifinále nestačila na pozdější vítězku Petru Kvitovou až ve zkrácené hře třetí sady. Jejím posledním turnajem v sezóně byl turnaj v Pekingu. Na něm vypadla hned v prvním kole.
Rok zakončila na 47. místě.

### Návrat do Top 20 (2014)

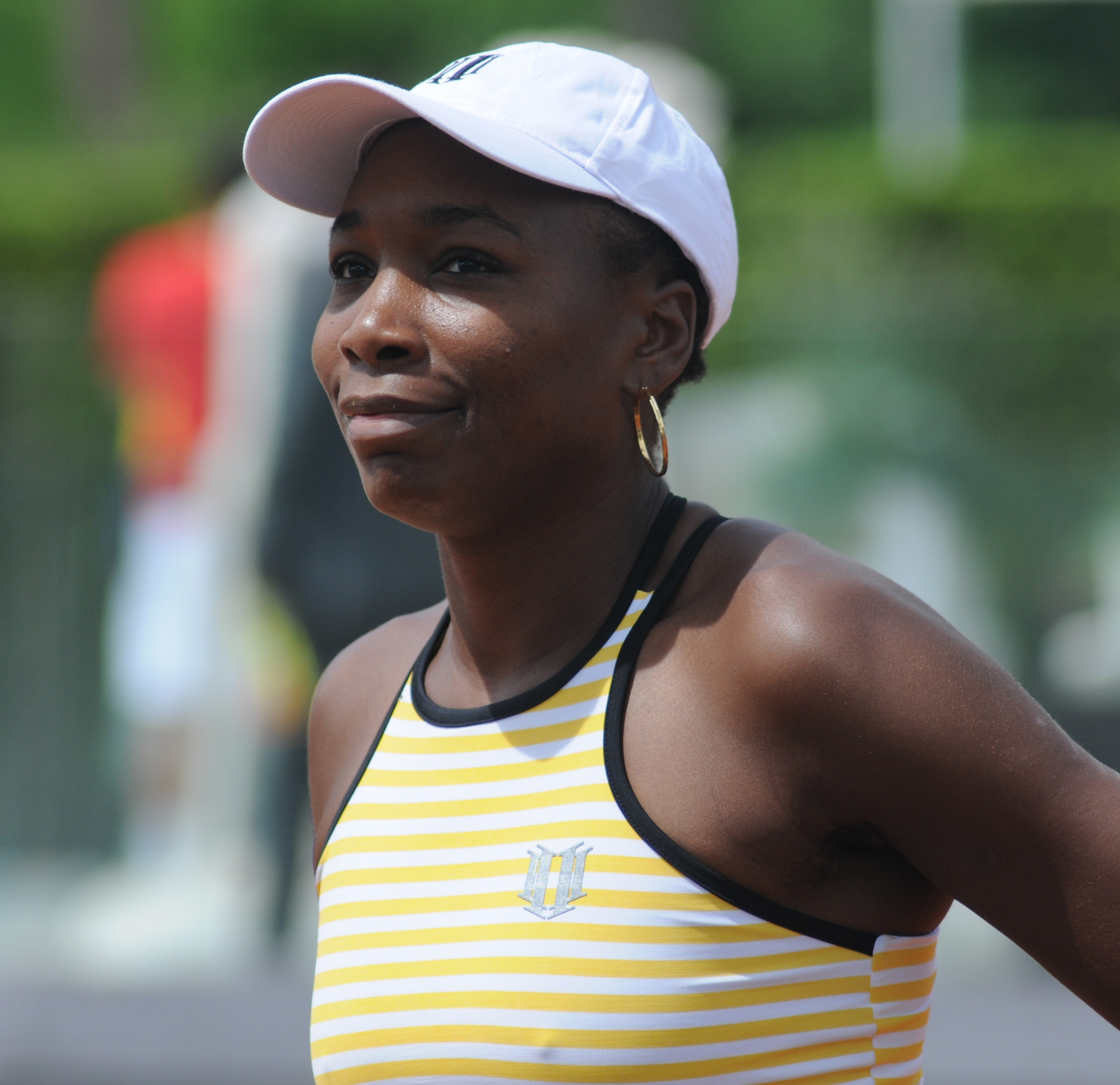
Williamsová na Rome Masters 2014

Jako nenasazená hráčka začala rok na turnaji kategorie International ASB Classic, kde došla až do finále. V něm prohrála ve třech setech druhé nasazené hráčce Ivanovićové. Na Australian Open prohrála dobře rozehraný úvodní zápas s Ruskou Jekatěrinou Makarovovou. Na Qatar Ladies Open sice prohrála ve druhém kole s Kvitovou, ale turnaj kategorie Primer v Dubaji vyhrála.V osmifinále oplatila jednou porážku Ivanovičové, ve čtvrtfinále porazila Pennettaovou a v semifinále osmou nasazenou Dánku Caroline Wozniackou. Ve finále porazila Alizé Cornetovou. Cornetová v semifinále vyřadila první nasazenou Serenu Williamsovou, kterou v tomto roce porazí ještě dvakrát. Vítězství na tomto turnaji ji vyneslo na 29. místo.
Dva zápasy vyhrála v Charlestonu a po jednom vyhraném kole v Římě i na French Open. Ve Wimbledonu prohrála třetí kolo s Petrou Kvitovou.  Americkou sérii začala ve Stanfordu. Vyhrála tam dvě kola a porazila Bělorusku Azarenkovou. Potom přišel zlomový turnaj celé kariéry. Na kanadském Rogers Cupu v osmifinále porazila Kerberovou, ve čtvrtfinále Suárezovou Navarrovou, v semifinále poprvé od února 2009 sestru Serenu. Finále proti Agnieszce Radwańské prohrála. Účast ve finále ji zajistila místo na 20. příčce. V Top 20 byla poprvé od května 2011. Na US Open došla do třetího kola, tam ji zastavila Sara Erraniová, která vyhrála divoký zápas 6–0, 0–6 a 7–6(5). Finále si zahrála ještě na malém podniku v Québecu. Ve finále nestačila na Chorvatku Lučićovou Baroniovou. Na premiérovém ročníku Wuhan Open prohrála hned své úvodní představení a v Pekingu po dvou výhrách nenastoupila kvůli nemoci k zápasu proti Kvitové. V listopadu se zúčastnila ITPL. Všechny 4 zápasy prohrála.
Úspěšný rok zakončila na 18. místě.

### Od března zpět v Top 10 (2015)
Stejně jako v předchozím roce došla na lednovém turnaji v Aucklandu až do finále. Letos ho však vyhrála, když ve finále porazila Dánku Wozniackou. Velkého úspěchu dosáhla i na Australian Open, kde se probojoval do čtvrtfinále. Cestou do něj porazila například Polku Radwaňskou. Mezi nejlepší čtyři hráčky ji už nepustila mladá Američanka Madison Keysová.
V únoru pomohla americkému Fed Cupovému týmu proti Argentině, když vyhrála nad Paulou Ormaecheaovou a Irigoyenovou. Na turnaji v Dubaji ji v osmifinále vyřadila Lucie Šafářová. V Dauhá se probojovala až do semifinále. Dostala se do něj po výhrách nad Dellacquová z Austrálie, Češkou Barborou Strýcovou a letos podruhé nad Agnieszkou Radwaňskou. Do finále ji nepustila Azarenková, které podlehla ve třech setech. Na březnovém turnaji v Miami přešla přes Urszulu Radwańskou, Samantha Stosurová a po výhře přes Dánku Wozniackou. Ve čtvrtfinále ji porazila pozdější finalistka turnaje Španělka Carla Suárezová Navarrová.
Antuková část roku se Williamsové nepodařila. V Madridu skončila hned v úvodním kole na raketě Azarenkové. V Římě uhrála dvě kola, aby ji v osmifinále porazila Rumunka Simona Halepová. French Open opustila hned po úvodním zápase, ve kterém ji porazila ve dvou setech krajanka Sloane Stephensová. Na Wimbledonu zvládla první tři kola bez ztráty setu, aby ve čtvrtém kole nepřešla přes sestru Serenu Williamsovou. Dále se představila na Istanbul Cupu, kde prohrála již v prvním kole s kvalifikantkou Katerynou Bondarenkovou.

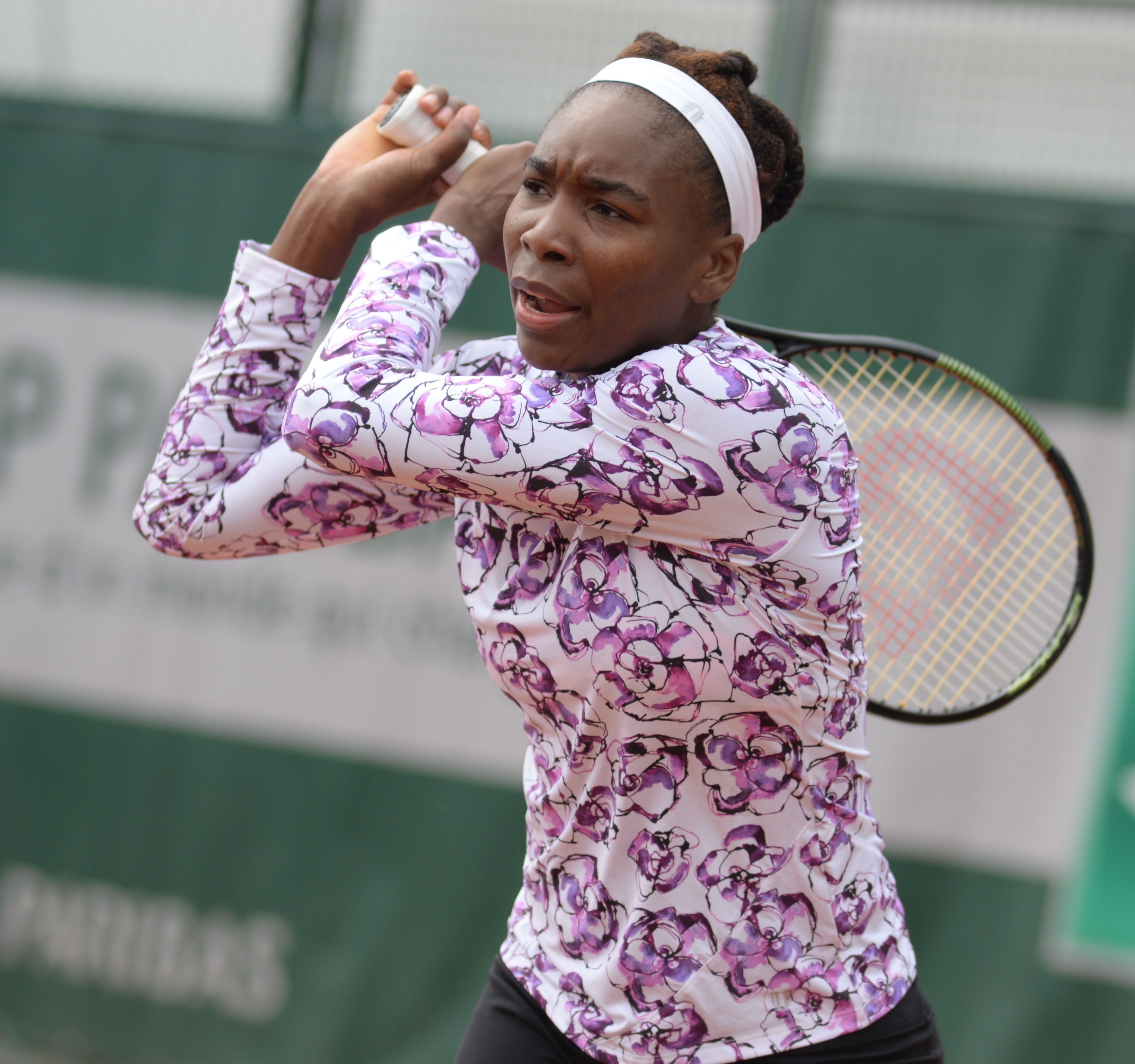

US Open series začala na Rogers Cupu, kde obhajovala finálovou účast z loňského roku, ale hned v prvním kole byla nad její síly Němka Sabine Lisická. Tato výhra ji odsunula pryč z top 20. Dalším turnajem bylo americké Cincinnati, kde prošla do druhého kola, ve kterém se měla utkat s Anou Ivanovićovou. K utkání ovšem nenastoupila z důvodu virového onemocnění. Na posledním grand slamu sezóny figurovala jako nasazená třiadvacítka. V prvním kole se utkala s Portoričankou Mónicou Puigovou, se kterou vedla již 6–4, 5–3 a měla hned tři mečboly, ale druhý set prohrála v tiebreaku, třetí sadu již ale zvládla a zápas vyhrála. Ve druhém kole si poradila  ve třech setech s krajankou Irinou Falconiovou. Třetí i čtvrté kolo zvládla bez ztráty setu, kdy nejprve porazila dvanáctou nasazenou Belindu Bencicovou a následně kvalifikantku Anett Kontaveitovou. Až ve čtvrtfinále ji zastavila ve třech setech její sestra Serena Williamsová, se kterou to bylo páté střetnutí na US Open a celkově již sedmadvacáté.
Pátou výhru proti hráčce top 10 v sezóně zaznamenala v prvním kole Wuhan Open, kde porazila světovou sedmičku Agnieszku Radwańskou. Dále si poradila ve druhém kole s kvalifikantkou Julií Göergesovou. Jednalo se o její sedmistou kariérní výhru (stala se devátou ženou v Open éře, která toto dokázala). Ve třetím kole si připsala další výhru proti hráčce top 10, když přehrála Carlu Suárezovou-Navarrovou. Jejími dalšími soupeřkami byly Johanna Kontaová a Roberta Vinciová, které obě porazila ve třech setech. Ve finále se utkala s osmou nasazenou Španělkou Garbiñe Muguruzaovou, která zápas ve druhém setu skrečovala a americká hráčka tak získala nejcennější titul za posledních pět let. Následující týden prohrála již ve druhém kole na China Open. Semifinále si zahrála na Hong Kong Open, kde nestačila na pozdější vítězku Jelenu Jankovićovou.
Díky sezónním výsledkům se bývalá nejlepší hráčka světa stala náhradnicí pro WTA finals v Singapuru a kvalifikovala se na WTA Elite Trophy v Ču-chhaji, kde byla nasazenou jedničkou. Zvládla oba zápasy skupiny A, kdy přehrála Medison Keysovou a Čeng Saj-saj a postoupila tak do semifinále, kde popáté za sebou zdolala Italku Robertu Vinciovou. Svou čtyřicátou devátou trofej získala po finálové výhře nad Karolínou Plíškovou, kterou zdolala ve dvou setech.. Rok zakončila jako světová sedmička a získala cenu WTA pro Comeback roku.

### Wimbledonská semifinalistka a stříbrná olympijská medaile (2016)
Sezónu zahájila na exhibičním turnaji v Thajsku, kde prohrála se Sarou Erraniovou a Angelique Kerberovou. Dále se zúčastnila turnaje ABS Classic, kde byla nasazenou jedničkou a obhájkyní titulu, ale prohrála již v prvním kole s osmnáctiletou Darjou Kasatkinovou. (Jednalo se o první turnaj Williamsové od Australian Open 2011, kde hrála jako hráčka Top 10). Na Australian Open byla osmá nasazená, ale podlehla rovněž v prvním kole Britce Johanně Kontaové. Pomohla americkému Fedcupovému týmu k výhře 4–0 nad Polskem, když vyhrála oba své singlové zápasy. Dalším turnajem bylo Taiwan Open, kde ve finále přehrála Misaki Doiovou a vyhrála svůj čtyřicátý devátý kariérní titul.
Poprvé za předchozích 15 let se zúčastnila turnaje v Indian Wells poté, co jej obě sestry od roku 2001 bojkotovaly (Serena se zúčastnila již v roce 2015), ale prohrála v prvním kole s Kurumi Narovou. Následující týden ji na Miami Open vyřadila ve druhém kole kvalifikantka Jelena Vesninová. Jednalo se o nejhorší výsledky v Indian Wells a Miami za celou její dvaceti tříletou kariéru. Antukovou sezónu zahájila výhrou nad Alison Riskeovou v Charlestonu, aby prohrála ve třetím kole s Julií Putincevovou. V programu měla účast na Madrid Open, ale odhlásila se z důvodu zranění. Následující týden prohrála ve druhém kole italského Rome. Na French Open byla nasazenou devítkou a zvládla zápasy prvního a druhého kola bez ztráty setu. Ve třetím kole potřebovala na Francouzku Alizé Cornetovou tři sety, ale postoupila do čtvrtého kola, ve kterém si zahrála poprvé od roku 2010. Dvoustou kariérní prohru zaznamenala proti osmé nasazené Timee Bacsinszké, která americkou hráčku přehrála ve dvou setech. V deblové části turnaje si zahrála po boku sestry Sereny Williamsové a vyhrály první grandslamový zápas od US Open 2014.

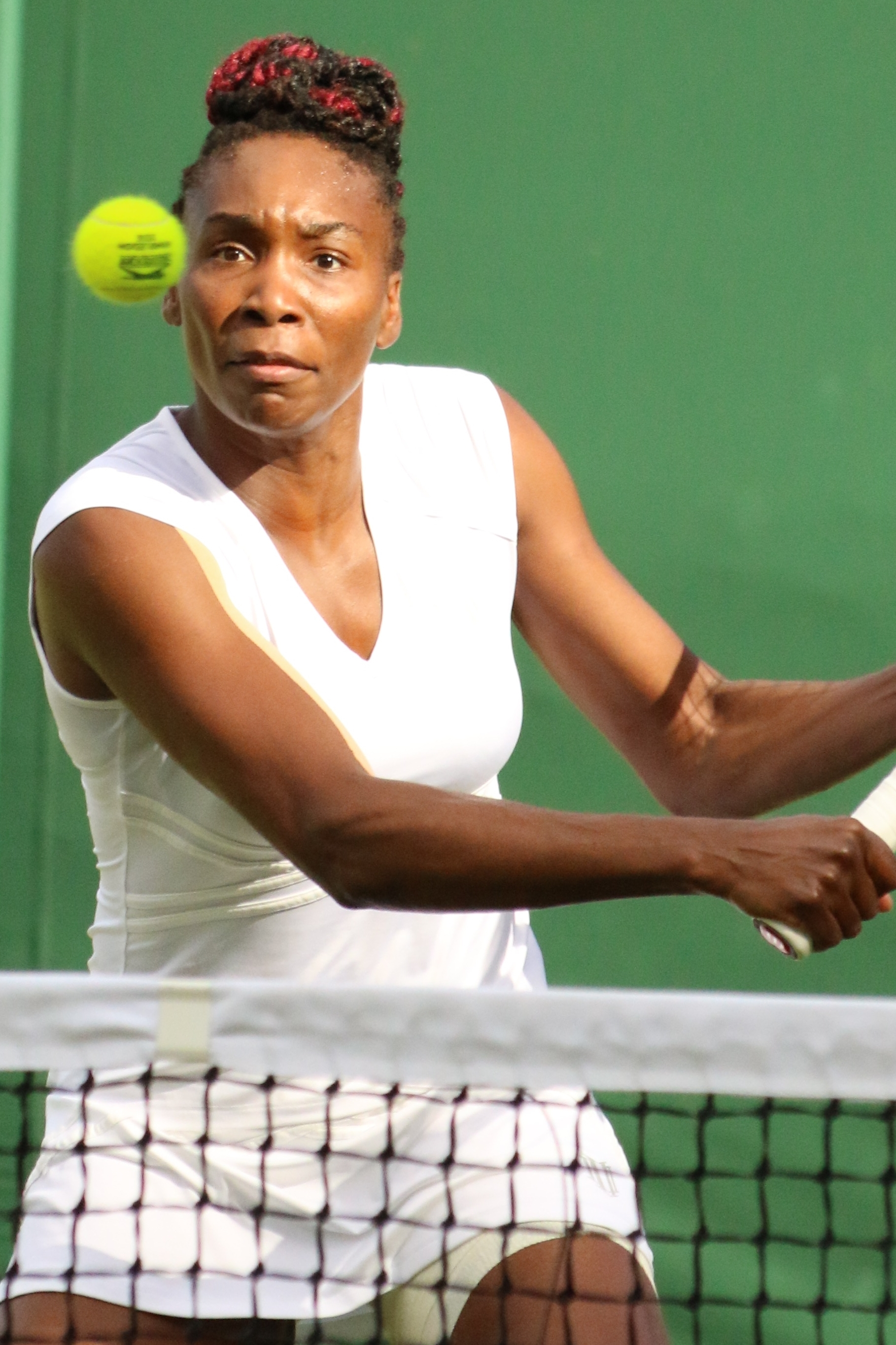
Williamsová ve Wimbledonu 2016

 Ve Wimbledonu zvládla dojít do třetího kola, kde přemohla dvacátou devátou nasazenou Rusku Darju Kasatkinovou v bezmála tříhodinovém maratónu. Ve čtvrtém kole si poradila s dvanáctou nasazenou Carla Suárezovou Navarrovou. Poprvé za posledních šest let postoupila na Wimbledonu mezi osmičku nejlepších, kde porazila Jaroslavu Švedovovou. Semifinále grand slamu si zahrála poprvé od US Open 2010 (semifinále Wimbledonu poprvé od roku 2009), v něm prohrála s čtvrtou nasazenou Němkou Angelique Kerberovou. Ve čtyřhře postoupily se sestrou Serenou až do finále, které si společně zahrály poprvé od roku 2012 a získaly čtrnáctou grandslamovou trofej. 

US Open series začala na turnaji ve Stanfordu, kde figurovala jako nasazená jednička. Ve druhém kole porazila Magdu Linetteovou a následně krajanky Catherine Bellisovou a Alison Riskeovou ve čtvrtfinále, respektive semifinále. Zahrála si tak své osmé finále na tomto podniku, ale nestačila v něm ve třech setech na Britku Johannou Kontaovou. Na základě dosavadních výsledků se posunula v žebříčku WTA až na 6. místo, což bylo nejvyšší umístění od diagnostikování Sjögrenova syndromu v roce 2011. Účastnila se také turnaje v Kanadském Montréalu, kde ve druhém kole zvládla ve dvou setech zápas s Barborou Strýcovou, aby ve třetím kole skončila na raketě krajanky Madison Keysové. 

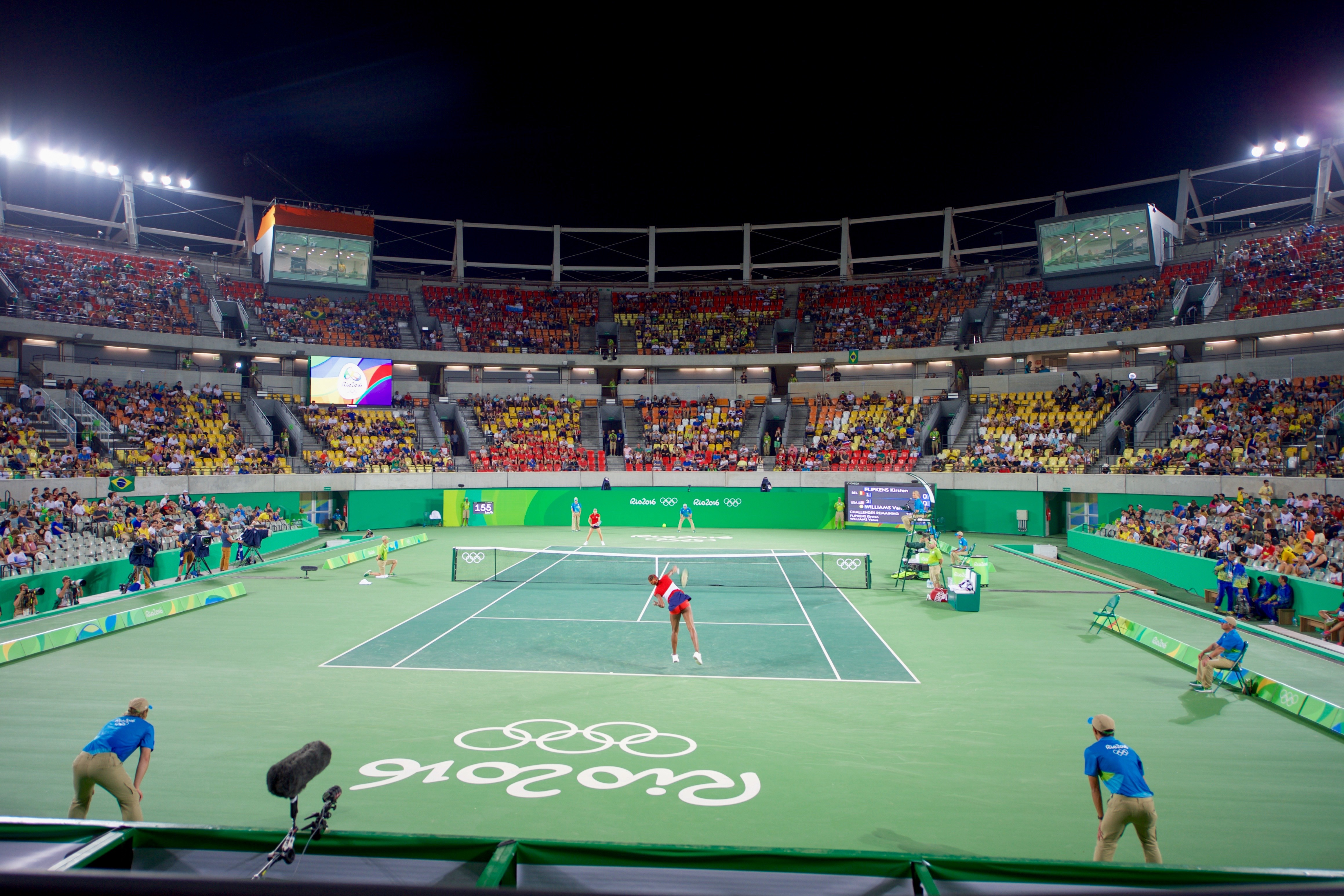
Servis Williamsové na olympijském turnaji

Dvouhra a čtyřhra na olympijským turnaji v Riu de Janeiru se Američance příliš nepovedly, kdy skončila v obou soutěžích již v úvodním kole. Jednalo se o vůbec nejhorší výsledky v její olympijské kariéře. Společně s Rajeevem Ramem se zúčastnila také soutěže ve smíšené čtyřhře, kde nejprve porazili pár z Nizozemska poté, co odvrátili mečbol. Dále porazili Itálii a Indii ve čtvrtfinále, respektive semifinále a zajistili tak ryze americký boj o zlatou medaili. V tomto americkém finále prohráli s párem Bethanie Matteková-Sandsová a Jack Sock. Díky zisku stříbrné medaile se zařadila po bok krajanky Kathleen McKaneové Godfreeové, jako jediné hráčky, které získaly medaili ze všech tří tenisových soutěží a taky jediné tenistky, které vlastní celkem 5 olympijských medailí.
Na US Open pokořila další rekord, a to nejvíce účastí na turnajích velké čtyřky, kdy překonala Amy Frazierovou se jednasedmdesáti účastmi. Poprvé od roku 2010 figurovala na všech čtyřech grandslamech mezi první desítkou nasazených. Postupně porazila v prvním kole Katerynu Kozlovovou, ve druhém Julii Göergesovou a ve třetím dvacátou šestou nasazenou Lauru Siegemundovou. Nezvládla až zápas čtvrtého kola, kde nepřešla přes desátou nasazenou Karolínu Plíškovou.
Neuspěla při obhajobě titulu ve Wuhanu, když prohrála ve třetím kole s turnajovou devítkou Světlanou Kuzněcovovou. Tato prohra ji odsunula z Top 10 podruhé v roce. Následující týden ji v prvním kole China Open zdolala až 223. hráčka světa Pcheng Šuaj. Kvalifikovala se na WTA Elite Trophy, kde byla obhájkyní titulu, ale rozhodla se neúčastnit. Sezónu zakončila jako světová sedmnáctka.

### Finále na Australian Open a Wimbledonu (2017)
Sezónu zahájila tradičně na ABS Classic, kde vyhrála svůj první zápas proti Jade Lewisové, aby následně odstoupila z důvodu bolesti paže. Na prvním grand-slamu sezóny figurovala jako třináctá nasazená. Postupně porazila Katerynu Kozlovovou, kvalifikantku Stefanie Vögelovou, Tuan Jing-jingovou a Monu Barthelovou v prvních čtyřech kolech. Ve čtvrtfinále si poradila s dvacátou čtvrtou nasazenou Anastasijí Pavljučenkovovou, což znamenalo padesátou výhru a Australian Open. Čtvrtfinálový zápas zde vyhrála poprvé od roku 2003, kdy porazila Danielu Hantuchovou. V semifinále zdolala americkou vycházející hvězdu Coco Vandewegheovou ve třech setech a postoupila tak do prvního grand-slamového finále od Wimbledonu 2009 a prvního finále na Australian Open od roku 2003. Dále nastavila rekord Open éry v rozpětí mezi finálovými účastmi na grand-slamech (20 let), kdy si první finále zahrála v roce 1997 na US Open. Až ve finále nestačila na svou mladší sestru Serenu Williamsovou, ta přepsala historii, když vyhrála již dvacátou třetí grand-slamovou trofej (překonala rekord Open éry Steffi Grafové. V následujícím týdnu se zúčastnila turnaje St. Petersburg Ladie’s trophy, ale prohrála ve druhém kole s pozdější šampiónkou Kristinou Mladenovicovou. V Indian Wells dokázala otočil duel proti bývalé jedničce Jeleně Jankovićové, kdy prohrávala již 1–6, 1–4 a čelila třem mečbolům. Jednalo se o první výhru V Indian Wells od roku 2001. Porazila Lucii Šafářovou a kvalifikantku Pcheng Šuaj ve třetím, respektive čtvrtém kole a oplatila jim tak dřívější porážky. Ve čtvrtfinále nestačila na pozdější vítězku Jelenu Vesninovou. V následujícím týdnu zaznamenala první výhru nad hráčkou Top 10 od roku 2015, když porazila ve čtvrtém kole Miami Open Světlanu Kuzněcovovou. Ve čtvrtfinále zvládla zápas se světovou jedničkou Angelique Kerberovou a stala se nejstarší hráčkou, která porazila světovou jedničku. V prvním semifinále v Miami od roku 2010 prohrála po třetí za sebou s pozdější šampiónkou Johannou Kontaovou ve dvou setech. Jednalo se již o čtvrtou prohru v řadě s pozdější šampiónkou.
Na zelené antuce v Charlestonu podlehla v semifinále ve třech setech Lauře Siegemundové. Poté, co ve druhém setu odvrátila mečbol, ve třetím nevyužila své dva mečboly a následně zápas prohrála. Z Madrid Open se odhlásila pro zranění prvé ruky. Debut na evropských antukových dvorcích zaznamenala na Italian Open, kde porazila Jaroslavu Švedovovou a Lesji Curenkovou bez ztráty setu. Dále zvládla zápas se světovou šestkou Johannou Kontaovou ve třetím kole, ale prohrála ve třech setech v prvním čtvrtfinále v Římě od roku 2012 s Garbiñe Muguruzaovou. V průběhu tohoto zápasu dokázala trefit velmi povedený lob, díky kterého vyhrála cenu WTA pro úder měsíce května. Na French Open zvládla úvodní tři kola proti Wang Čchiangové, Kurumi Narové a Elise Mertensové, aby prohrála opět ve čtvrtém kole s Timeou Bacsinszkou, tentokrát ve třech setech.

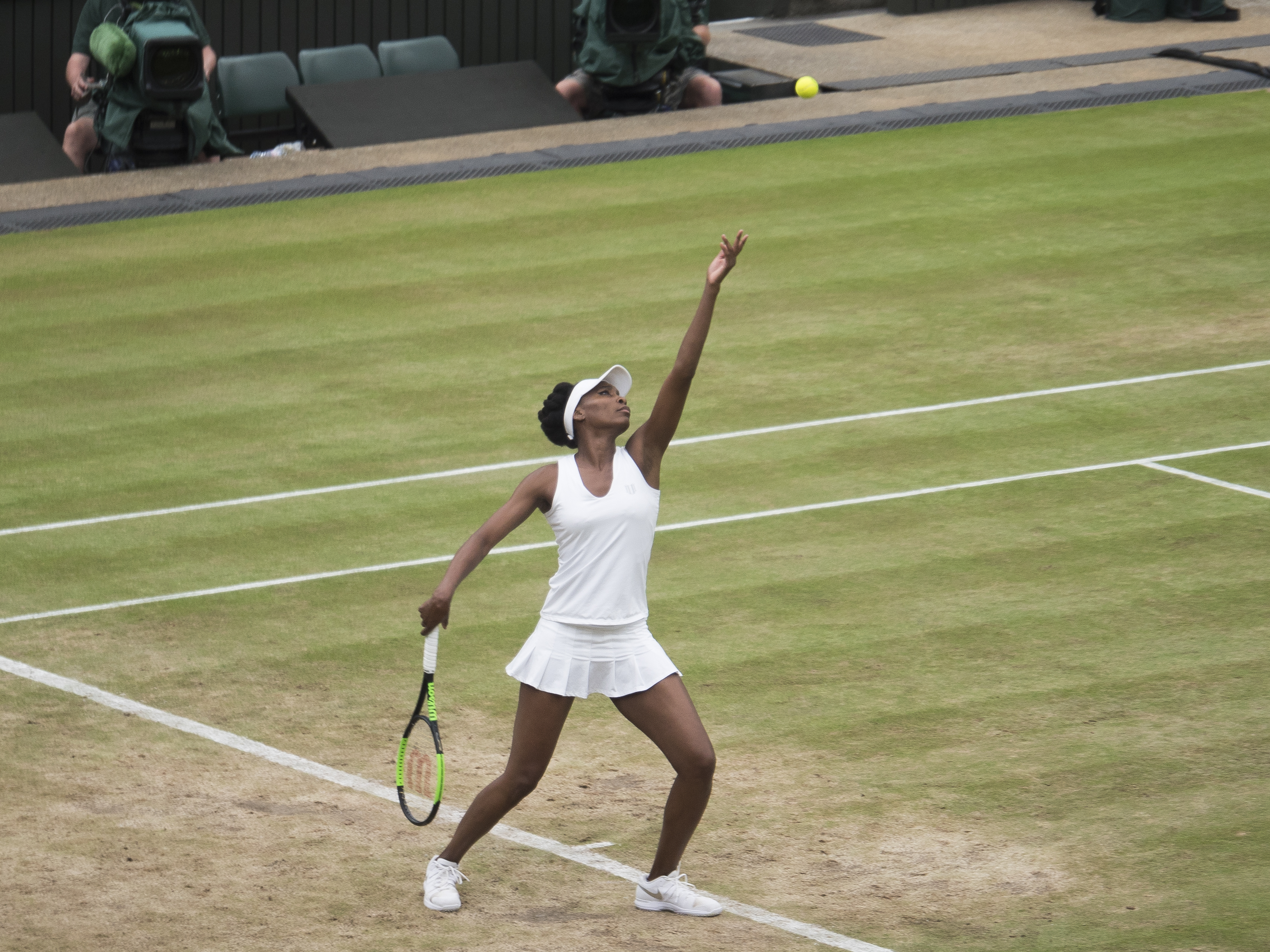
Nejstarší finalistka Wimbledonu po Martině Navrátilové

 Na Wimbledon přijížděla jako desátá nasazená a poté, co porazila Elise Mertensovou, Wang Čchiangovou, Naomi Ósakaovou a Anu Konjuhovou, dokráčela do svého třináctého wimbledonského čtvrtfinále, kde si poradila s vítězkou French open 2017 Jelenou Ostapenkovou bez ztráty setu. Jednalo se také o její stý zápas ve Wimbledonu. V devátém wimbledonském semifinále porazila domácí Johannu Kontaovou, vyhrála zde již svůj 87. zápas a postoupila do finále. Účast ve dvou grand-slamových finále v jediné sezóně zaznamenala poprvé od roku 2003. Další trofej z turnajů velké čtyřky do své sbírky ovšem nepřidala, jelikož ji ve finále ve dvou setech přehrála finalistka z roku 2015 Španělka Garbiñe Muguruzaová. Finálová účast ji zajistila posun na deváté místo žebříčku WTA.
US Open Series zahájila na Rogers cupu, kde ve třetím kole nestačila na pátou nasazenou Elinu Svitolinovou, Další týden se představila v Cincinnati, ale prohrála již ve druhém kole s Alshleigh Bartyovou.
Na posledním grandslamu sezóny mohla v případě souhry událostí útočit na post světové jedničky. Figurovala zde jako devátá nasazená a postupně porazila v prvním kole ve třech setech Slovenku Viktórii Kužmovou, ve druhém kole ve dvou sadách Francouzku Océane Dodinovou, ve třetím kole řeckou hráčku Marii Sakkariovou, ve čtvrtém kole ve třech setech Španělku Carlu Suárezovou Navarrovou a došla tak až do čtvrtfinále. V něm sehrála velmi kvalitní bitvu s Petrou Kvitovou. Zápas trval přes dvě a půl hodiny a rozhodl jej až tie-break třetího setu, který lépe zvládla rodačka z Kalifornie. Semifinále sehrála s krajankou Sloane Stephensovou. V první sadě hrála dvojnásobná šampionka US Open nervózně a uhrála pouze jeden gem, ve druhé zase naopak nadělila soupeřce kanára a rozhodoval až třetí set. Ten byl již vyrovnaný a skončil lépe pro Stephensovou. I přesto si bývalá světová jednička semifinálovou účastí zajistila po US Open návrat do top 5.

### 2022–2024: Opětovná zranění a občaské účasti na turnajích díky divokým kartám
Poprvé od srpna 2021 se kurty vrátila ve Wimbledonu 2022, kde nastoupila jenom do smíšené čtyřhry, kde vytvořila pár s Jamiem Murraym. Uvedla, že do Londýna nepřijížděla s plánem zasáhnout do jakékoli soutěže, nakonec ji však inspiroval singlový návrat její mladší sestry Sereny. Ve druhém kole nestačili na britské divoké karty Jonnyho O'Maru a Aliciu Barnettovou, když o vítězi rozhodl nově zavedený tiebreak do deseti bodů za stavu 6–6 ve třetím setu. V dramatické koncovce měly oba páry po pěti mečbolech, proměněný byl však až za stavu 17–16 ve prospěch Britů. Na singlový okruh se vrátila po 11 měsících v srpnu na Citi Open. V prvním kole ji vyřadila kanadská kvalifikanta Rebecca Marinová ve třech setech. V prvních kolech prohrála i na National Bank Open, Western & Southern Open i grandslamovém US Open. Na newyorském majoru nastoupila i do deblové soutěže po boku sestry Sereny, která předem avizovala, že se jedná o její poslední turnaj v kariéře. Hned na úvod podlehly Lucii Hradecké a Lindě Noskové. Sestry Williamsovy tak podruhé v kariéře prohrály úvodní zápas na grandslamu, když poprvé se tak stalo při jejich grandslamovém debutu na US Open 1997.
Sezónu 2023 zahájila až jako 1003. hráčka žebříčku na ASB Classic v Aucklandu, kde v prvním kole porazila Katie Volynetsovou, čímž zaznamenala první výhru od Wimbledonu 2021, než ve druhém kole prohrála třísetový duel s Ču Lin. Během utkání si přivodila zranění, kvůli kterému nestartovala na Australian Open, kam původně obdržela divokou kartu. Na dvorce se opět vrátila začátkem travnaté části sezóny. V Birminghamu přehrála po více než třech hodinách 48. hráčku světa Camilu Giorgiovou, aby ve druhém kole podlehla ve třech setech světové sedmnáctce Jeļeně Ostapenkové. Ve Wimbledonu odehrála 355. grandslamovou dvouhru a v historických statistikách se vyrovnala druhé Martině Navrátilové. V prvním kole podlehla v souboji dvou divokých karet Elině Svitolinové, která následně na turnaji došla až do semifinále. V Montreálu podlehla v prvním kole Keysové, ale na navazujícím Cincinnati Masters porazila poprvé po čtyřech letech členku top 20, když na úvod přehrála světovou šestnáctku Veroniku Kuděrmetovovou. Ve druhém kole jí přehrála Čeng Čchin-wen. US Open pro ni skončilo hned na úvod, když proti belgické kvalifikantce Greet Minnenové uhrála jenom dvě hry. Jednalo se její 100. odehraný singlový duel na tomto grandslamu, 
Kvůli pokračujícímu zranění neusilovala o divokou kartu pro účast na žádném z australských podniků, s cílem vrátit se na kurty na severoamerických turnajích v březnu 2024. V Indian Wells v Miami, kde na tomto turnaji při rekordním dvaadvacátém startu vyrovnala rekord nejvyššího počtu odehraných zápasů sestry Sereny, prohrála v prvních kolech.

## Soukromý život

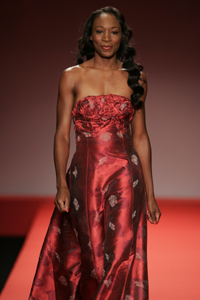
Den oblékaní v červeném, charitativní přehlídka, únor 2005.

Venus vede vlastní společnost navrhující interiéry V Starr Interiors, která má sídlo v Jupiteru na Floridě. Firma navrhla například studio pro televizní program Tavis Smiley Show na stanici PBS a vytvořila také design bydlení sportovců, který byl součástí kandidatury New Yorku na pořádání letních olympijských her 2012.
V roce 2001 vyhlásil časopis Ladies' Home Journal Venus Williamsovou jednou z 25 nejmocnějších žen v Americe.

## Hráčské statistiky

### Finále na Grand Slamu

#### Ženská dvouhra: 16 (7–9)
| Stav       | rok  | turnaj              | povrch | soupeřka ve finále   | výsledek           |
| ---------- | ---- | ------------------- | ------ | -------------------- | ------------------ |
| Finalistka | 1997 | US Open             | tvrdý  | Martina Hingisová    | 0–6, 4–6           |
| Vítězka    | 2000 | Wimbledon           | tráva  | Lindsay Davenportová | 6–3, 7–6(7–3)      |
| Vítězka    | 2000 | US Open             | tvrdý  | Lindsay Davenportová | 6–4, 7–5           |
| Vítězka    | 2001 | Wimbledon (2)       | tvrdý  | Justine Heninová     | 6–1, 3–6, 6–0      |
| Vítězka    | 2001 | US Open (2)         | tvrdý  | Serena Williamsová   | 6–2, 6–4           |
| Finalistka | 2002 | French Open         | antuka | Serena Williamsová   | 5–7, 3–6           |
| Finalistka | 2002 | Wimbledon           | tráva  | Serena Williamsová   | 6–7(4–7), 3–6      |
| Finalistka | 2002 | US Open (2)         | tvrdý  | Serena Williamsová   | 4–6, 3–6           |
| Finalistka | 2003 | Australian Open     | tvrdý  | Serena Williamsová   | 6–7(4–7), 6–3, 4–6 |
| Finalistka | 2003 | Wimbledon (2)       | tráva  | Serena Williamsová   | 6–4, 4–6, 2–6      |
| Vítězka    | 2005 | Wimbledon (3)       | tráva  | Lindsay Davenportová | 4–6, 7–6(7–4), 9–7 |
| Vítězka    | 2007 | Wimbledon (4)       | tráva  | Marion Bartoliová    | 6–4, 6–1           |
| Vítězka    | 2008 | Wimbledon (5)       | tráva  | Serena Williamsová   | 7–5, 6–4           |
| Finalistka | 2009 | Wimbledon (3)       | tráva  | Serena Williamsová   | 6–7(3–7), 2–6      |
| Finalistka | 2017 | Australian Open (2) | tvrdý  | Serena Williamsová   | 4–6, 4–6           |
| Finalistka | 2017 | Wimbledon (4)       | tráva  | Garbiñe Muguruzaová  | 5–7, 0–6           |

#### Ženská čtyřhra: 14 (14–0)
| Stav    | rok  | turnaj              | povrch | spoluhráčka        | soupeřky ve finále                          | výsledek           |
| ------- | ---- | ------------------- | ------ | ------------------ | ------------------------------------------- | ------------------ |
| Vítězka | 1999 | French Open         | antuka | Serena Williamsová | Martina Hingisová Anna Kurnikovová          | 6–3, 6–7(2–7), 8–6 |
| Vítězka | 1999 | US Open             | tvrdý  | Serena Williamsová | Chanda Rubinová Sandrine Testudová          | 4–6, 6–1, 6–4      |
| Vítězka | 2000 | Wimbledon           | tráva  | Serena Williamsová | Julie Halardová-Decugisová Ai Sugijamová    | 6–3, 6–2           |
| Vítězka | 2001 | Australian Open     | tvrdý  | Serena Williamsová | Lindsay Davenportová Corina Morariuová      | 6–2, 2–6, 6–4      |
| Vítězka | 2002 | Wimbledon (2)       | tráva  | Serena Williamsová | Virginia Ruanová Pascualová Paola Suárezová | 6–2, 7–5           |
| Vítězka | 2003 | Australian Open (2) | tvrdý  | Serena Williamsová | Virginia Ruanová Pascualová Paola Suárezová | 4–6, 6–4, 6–3      |
| Vítězka | 2008 | Wimbledon (3)       | tráva  | Serena Williamsová | Lisa Raymondová Samantha Stosurová          | 6–2, 6–2           |
| Vítězka | 2009 | Australian Open (3) | tvrdý  | Serena Williamsová | Daniela Hantuchová Ai Sugijamová            | 6–3, 6–3           |
| Vítězka | 2009 | Wimbledon (4)       | tráva  | Serena Williamsová | Samantha Stosurová Rennae Stubbsová         | 7–6(7–4), 6–4      |
| Vítězka | 2009 | US Open (2)         | tvrdý  | Serena Williamsová | Cara Blacková Liezel Huberová               | 6–2, 6–2           |
| Vítězka | 2010 | Australian Open (4) | tvrdý  | Serena Williamsová | Cara Blacková Liezel Huberová               | 6–4, 6–3           |
| Vítězka | 2010 | French Open (2)     | antuka | Serena Williamsová | Květa Peschkeová Katarina Srebotniková      | 6–2, 6–3           |
| Vítězka | 2012 | Wimbledon (5)       | tráva  | Serena Williamsová | Andrea Hlaváčková Lucie Hradecká            | 7–5, 6–4           |
| Vítězka | 2016 | Wimbledon (6)       | tráva  | Serena Williamsová | Tímea Babosová Jaroslava Švedovová          | 6–3, 6–4           |

#### Smíšená čtyřhra: 3 (2–1)
| Stav       | rok  | turnaj          | povrch | spoluhráč        | soupeři ve finále            | výsledek |
| ---------- | ---- | --------------- | ------ | ---------------- | ---------------------------- | -------- |
| Vítězka    | 1998 | Australian Open | tvrdý  | Justin Gimelstob | Cyril Suk Helena Suková      | 6–2, 6–1 |
| Vítězka    | 1998 | French Open     | antuka | Justin Gimelstob | Luis Lobo Serena Williamsová | 6–4, 6–4 |
| Finalistka | 2006 | Wimbledon       | tráva  | Bob Bryan        | Andy Ram Věra Zvonarevová    | 3–6, 2–6 |

### Chronologie výsledků na Grand Slamu

#### Dvouhra
| Turnaj          | 1997 | 1998 | 1999 | 2000  | 2001  | 2002 | 2003 | 2004 | 2005  | 2006 | 2007  | 2008  | 2009 | 2010 | 2011 | 2012 | 2013 | 2014 | 2015 | 2016 | 2017 | 2018 | 2019 | 2020 | 2021 | 2022 | 2023 | SR     | V–P    |
| --------------- | ---- | ---- | ---- | ----- | ----- | ---- | ---- | ---- | ----- | ---- | ----- | ----- | ---- | ---- | ---- | ---- | ---- | ---- | ---- | ---- | ---- | ---- | ---- | ---- | ---- | ---- | ---- | ------ | ------ |
| Australian Open | A    | ČF   | ČF   | A     | SF    | ČF   | F    | 3R   | 4R    | 1R   | A     | ČF    | 2R   | ČF   | 3R   | A    | 3R   | 1R   | ČF   | 1R   | F    | 1R   | 3R   | 1R   | 2R   | A    | A    | 0 / 21 | 54–21  |
| French Open     | 2R   | ČF   | 4R   | ČF    | 1R    | F    | 4R   | ČF   | 3R    | ČF   | 3R    | 3R    | 3R   | 4R   | A    | 2R   | 1R   | 2R   | 1R   | 4R   | 4R   | 1R   | 1R   | 1R   | 1R   | A    | A    | 0 / 24 | 48–24  |
| Wimbledon       | 1R   | ČF   | ČF   | Vítěz | Vítěz | F    | F    | 2R   | Vítěz | 3R   | Vítěz | Vítěz | F    | ČF   | 4R   | 1R   | A    | 3R   | 4R   | SF   | F    | 3R   | 1R   | NH   | 2R   | A    | 1R   | 5 / 24 | 90–19  |
| US Open         | F    | SF   | SF   | Vítěz | Vítěz | F    | A    | 4R   | ČF    | A    | SF    | ČF    | 4R   | SF   | 2R   | 2R   | 2R   | 3R   | ČF   | 4R   | SF   | 3R   | 2R   | 1R   | A    | 1R   | 1R   | 2 / 24 | 79–21  |
| výhry–prohry    | 7–3  | 17–4 | 15–4 | 18–1  | 19–2  | 22–4 | 15–3 | 10–4 | 16–3  | 6–3  | 14–2  | 17–3  | 12–4 | 16–4 | 6–2  | 2–3  | 3–3  | 5–4  | 11–4 | 11–4 | 20–4 | 4–4  | 3–4  | 0–3  | 2–3  | 0–1  | 0–2  | 7 / 93 | 271–85 |

#### Ženská čtyřhra
| Turnaj          | 1997 | 1998 | 1999  | 2000  | 2001  | 2002  | 2003  | 2004 | 2005 | 2006 | 2007 | 2008  | 2009  | 2010  | 2011 | 2012  | 2013 | 2014 | 2015 | 2016  | 2017 | 2018 | 2019 | 2020 | 2021 | 2022 | 2023 | SR      | V–P    |
| --------------- | ---- | ---- | ----- | ----- | ----- | ----- | ----- | ---- | ---- | ---- | ---- | ----- | ----- | ----- | ---- | ----- | ---- | ---- | ---- | ----- | ---- | ---- | ---- | ---- | ---- | ---- | ---- | ------- | ------ |
| Australian Open | A    | 3R   | SF    | A     | Vítěz | A     | Vítěz | A    | A    | A    | A    | ČF    | Vítěz | Vítěz | A    | A     | ČF   | A    | A    | A     | A    | A    | A    | A    | A    | A    | A    | 4 / 8   | 36–4   |
| French Open     | A    | A    | Vítěz | A     | A     | A     | A     | A    | A    | A    | A    | A     | 3R    | Vítěz | A    | A     | A    | A    | A    | 3R    | A    | 3R   | A    | A    | 1R   | A    | A    | 2 / 7   | 17–4   |
| Wimbledon       | A    | 1R   | A     | Vítěz | 3R    | Vítěz | 3R    | A    | A    | A    | 2R   | Vítěz | Vítěz | ČF    | A    | Vítěz | A    | 2R   | A    | Vítěz | A    | A    | A    | NH   | A    | A    | A    | 6 / 12  | 45–3   |
| US Open         | 1R   | A    | Vítěz | SF    | 3R    | A     | A     | A    | A    | A    | A    | A     | Vítěz | A     | A    | 3R    | SF   | ČF   | A    | A     | A    | A    | A    | A    | A    | 1R   | A    | 2 / 9   | 27–6   |
| výhry–prohry    | 0–1  | 2–1  | 16–1  | 10–0  | 10–1  | 6–0   | 8–1   | 0–0  | 0–0  | 0–0  | 1–0  | 9–1   | 20–1  | 14–1  | 0–0  | 8–1   | 7–3  | 4–2  | 0–0  | 8–1   | 0–0  | 2–1  | 0–0  | 0–0  | 0–1  | 0–1  | 0–0  | 14 / 36 | 125–17 |

#### Smíšená čtyřhra
| Turnaj          | 1997 | 1998  | 1999 | 2000 | 2001 | 2002 | 2003 | 2004 | 2005 | 2006 | 2007–2018 | 2019 | 2020 | 2021 | 2022 | 2023 | SR     | V–P  |
| --------------- | ---- | ----- | ---- | ---- | ---- | ---- | ---- | ---- | ---- | ---- | --------- | ---- | ---- | ---- | ---- | ---- | ------ | ---- |
| Australian Open | A    | Vítěz | A    | A    | A    | A    | A    | A    | A    | A    | A         | A    | 1R   | A    | A    | A    | 1 / 2  | 5–1  |
| French Open     | A    | Vítěz | A    | A    | A    | A    | A    | A    | A    | A    | A         | A    | NH   | A    | A    | A    | 1 / 1  | 6–0  |
| Wimbledon       | 1R   | SF    | ČF   | A    | A    | A    | A    | A    | 3R   | F    | A         | 2R   | NH   | 2R   | 2R   | A    | 0 / 8  | 15–7 |
| US Open         | A    | ČF    | A    | A    | A    | A    | A    | A    | A    | A    | A         | A    | NH   | A    | A    | A    | 0 / 1  | 2–1  |
| výhry–prohry    | 0–1  | 17–2  | 2–1  | 0–0  | 0–0  | 0–0  | 0–0  | 0–0  | 1–1  | 5–1  | 0–0       | 1–1  | 0–1  | 1–0  | 1–1  | 0–0  | 2 / 12 | 28–9 |

| Legenda | Legenda                                   | Legenda | Legenda                     |
| ------- | ----------------------------------------- | ------- | --------------------------- |
| SR      | poměr vyhraných turnajů ku všem odehraným | W–L V–P | výhry–prohry                |
| NH      | daný rok se turnaj nekonal                | A       | turnaje se hráč nezúčastnil |
| 1Q / LQ | prohra v (kole) kvalifikace               | 1k / 1R | prohra v daném kole turnaje |
| QF / ČF | prohra ve čtvrtfinále                     | SF      | prohra v semifinále         |
| F       | prohra ve finále                          | Vítěz   | vítězství v turnaji         |

## Postavení na konečném žebříčku WTA

### Dvouhra
| Rok    | 1995 | 1996   | 1997  | 1998 | 1999 | 2000 | 2001 | 2002 | 2003  | 2004 | 2005  | 2006  | 2007 | 2008 | 2009 | 2010 | 2011   | 2012  | 2013  | 2014  | 2015 | 2016  | 2017 | 2018  | 2019  | 2020  | 2021   | 2022    |
| Pořadí | 204. | ▬ 204. | ▲ 22. | ▲ 5. | ▲ 3. | ▬ 3. | ▬ 3. | ▲ 2. | ▼ 11. | ▲ 9. | ▼ 10. | ▼ 48. | ▲ 8. | ▲ 6. | ▬ 6. | ▲ 5. | ▼ 103. | ▲ 24. | ▼ 49. | ▲ 19. | ▲ 7. | ▼ 17. | ▲ 5. | ▼ 40. | ▼ 53. | ▼ 78. | ▼ 313. | ▼ 1010. |

### Čtyřhra
| Rok    | 1997 | 1998  | 1999  | 2000 | 2001 | 2002 | 2003 | 2004 | 2005 | 2006 | 2007 | 2008  | 2009 | 2010  | 2011 | 2012  | 2013  | 2014   | 2015 | 2016  | 2017 | 2018  | 2019 | 2020 | 2021    | 2022    |
| Pořadí | 121. | ▲ 36. | ▲ 10. | ▼ -  | ▲54. | ▼ -  | ▬    | ▬    | ▬    | ▬    | ▬    | ▲ 23. | ▲ 3. | ▼ 11. | ▼ -  | ▲ 31. | ▼ 63. | ▼ 133. | ▼ -  | ▲ 31. | ▼ -  | ▲ 21. | ▼ -  | ▬ -  | ▲ 1384. | ▲ 1327. |